# Khalifa bin Salman Al Khalifa
Khalifa bin Salman Al Khalifa (in arabo خليفة بن سلمان آل خليفة; Jasra, 24 novembre 1935 – Rochester, 11 novembre 2020) è stato un politico bahreinita.
È stato il primo e il più longevo Capo del governo del Bahrein dall'indipendenza del Paese, nel 1970, ed era il più longevo per quanto riguarda la carica dei primi ministri del mondo. Dal 2002 la modifica della Costituzione gli ha fatto perdere alcuni poteri: il Re, infatti, ha acquisito tra gli altri quello di nominare o respingere i ministri. Era lo zio paterno dell'attuale Re Hamad bin Isa Al Khalifa.

## Vita e formazione
Khalifa bin Salman è nato a Jasra il 24 novembre 1935, ed è il secondo figlio di Salman ibn Hamad Al Khalifa, Hakim del Bahrain, e di sua moglie Mouza bint Hamad Al Khalifa. È stato istruito in patria alla Manama High School e alla scuola del palazzo di Rifa'a.

## Carriera
Khalifa è stato un membro del Consiglio dell'istruzione dal 1956 al 1957 e presidente dello stesso dal 1957 e al 1960. In seguito è stato direttore del Dipartimento delle finanze (1960-1966), presidente del Consiglio dell'energia elettrica (1961), consigliere comunale di Manama (1962-1967), capo del Consiglio monetario del Bahrein (1965), presidente della Commissione congiunta per gli studi economici e finanziari, del Comitato per il registro del commercio e del Consiglio di amministrazione dell'Agenzia monetaria del Bahrein (1967-1970), presidente del Consiglio di Stato (1970-1973), capo del Consiglio di Stato (1970) e capo del Consiglio suprema di difesa (1978).
Nel 1971, è stato nominato primo ministro dal fratello Isa. Di conseguenza, gli è stato delegato il controllo del governo e dell'economia, mentre al sovrano, rimanevano gli affari diplomatici e cerimoniali.

## Opinioni
Nel 2011, il giornalista Bill Law ha dichiarato che Khalifa è per una linea dura, il principe ereditario Salman è un riformatore e il Re è da qualche parte in mezzo a loro.

## Matrimonio e figli
Khalifa ha sposato la cugina Sheikha Hessa bint Ali Al Khalifa, la quarta figlia di Ali bin Hamad Al Khalifa ad Al Muharraq. Hanno avuto tre figli e una figlia:
- Sheikh Mohammad bin Khalifa Al Khalifa (morto il 14 giugno 1974);
- Sheikh Ali bin Khalifa Al Khalifa. Ha sposato Sheikha Zayn bint Khalid Al Khalifa con la quale ha tre figli e una figlia:
  - Sheikh Khalifa bin Ali Al Khalifa;
  - Sheikh Isa bin Ali Al Khalifa;
  - Sheikha Minwa bint Ali Al Khalifa;
  - Sheikh Khalid bin Ali Al Khalifa.
- Sheikh Salman bin Khalifa Al Khalifa;
- Sheikha Lulwa bint Khalifa Al Khalifa, presidente onorario della società di beneficenza Al Noor. Ha sposato lo sceicco Rashid bin Khalifa Al Khalifa, artista e mecenate (nato nel 1952). Hanno tre figli e tre figlie.